# كاثرين إيزابيل
كاثرين إيزابيل (بالإنجليزية: Katharine Isabelle)‏ مواليد 2 نوفمبر 1981 في فانكوفر، كولومبيا البريطانية، كندا، هي ممثلة كندية بدأت مسيرتها الفنية عام 1988.

## مسيرته
كاثرين ازابيل بالانجليزيه ( Ezabel kathreen) والدها هو جون ازابيل وامها هي نتاليا ازابيل ولديها أخ صغير واخت صغيره اسمهما مايك ازابيل وبري ازابيل عاشت طفوله سعيده ولكنها حدث بين والديها مشاكل وعاشت مع ابيها وشقيقتها و اخيها مع امها وعندما اكتشف ابيها ان لديها موهبه في التمثيل عندما كان عمرها 18 دخلت مجال التمثيل وشاركت في أفلام واهمها فريدي ضد جونس

## الأعمال

### أفلام
- أرق (الدور: تانيا فرانك)
- (Ginger Snaps (2000 (الدور: جينجر)

### مسلسلات
- الملفات الغامضة
- الشبكة
- سمولفيل
- ستارغيت إس جي 1
- سوبرنتشرل
- سايك
- كلمة إل
- هانيبال

## روابط خارجية
- كاثرين إيزابيل على موقع IMDb (الإنجليزية)
- كاثرين إيزابيل على موقع ألو سيني (الفرنسية)
- كاثرين إيزابيل على موقع أول موفي (الإنجليزية)
- كاثرين إيزابيل على موقع قاعدة بيانات الأفلام السويدية (السويدية)
- كاثرين إيزابيل على موقع إن إن دي بي (الإنجليزية)
- كاثرين إيزابيل على موقع قاعدة بيانات الفيلم (الإنجليزية)
- كاثرين إيزابيل على موقع كينوبويسك (الروسية)